# Mateo 3
Mateo 3 es el tercer capítulo del Evangelio de Mateo, en el Nuevo Testamento. Es el primer capítulo que trata sobre el ministerio de Jesús, con los eventos que tienen lugar unas tres décadas después del cierre de la narrativa de la infancia relacionada en los dos capítulos anteriores. El enfoque de este capítulo está en la predicación de Juan el Bautista y el bautismo de Jesús.
Por primera vez desde Mateo 1:1 se observan vínculos claros con el Evangelio de Marcos. La mayoría de estudiosos están seguros de que una buena parte de este capítulo es una reelaboración de Marcos 1. El capítulo también es paralelo a Lucas 3, que también se cree que se basa en Marcos 1. Varios pasajes compartidos por Lucas y Mateo, pero que no se encuentran en Marcos, se atribuyen comúnmente a la fuente hipotética Q.

## Texto

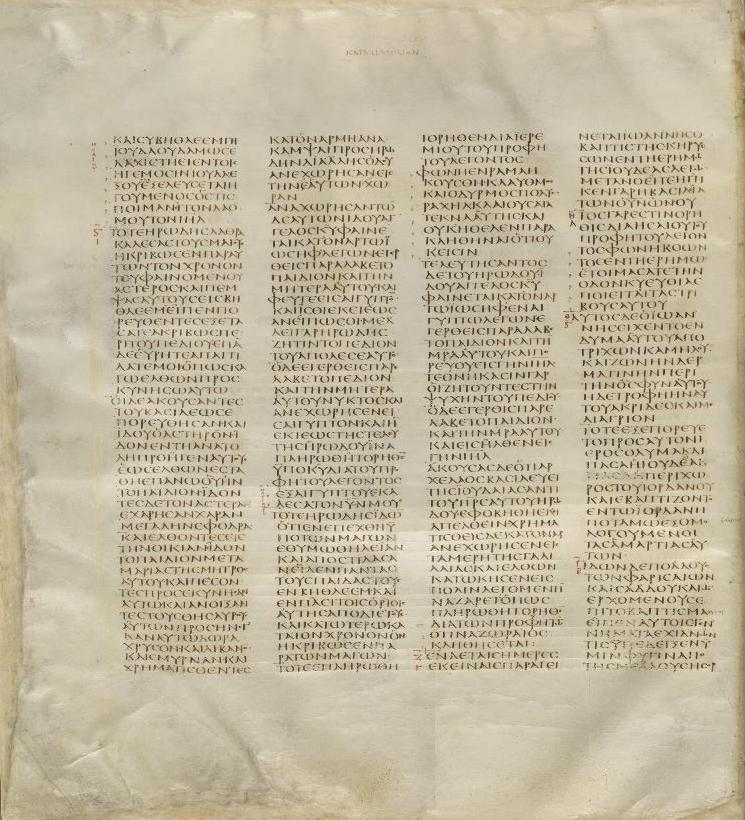
Codex Sinaiticus (c. 330-360 d. C.), Mateo 2:5-3:7.

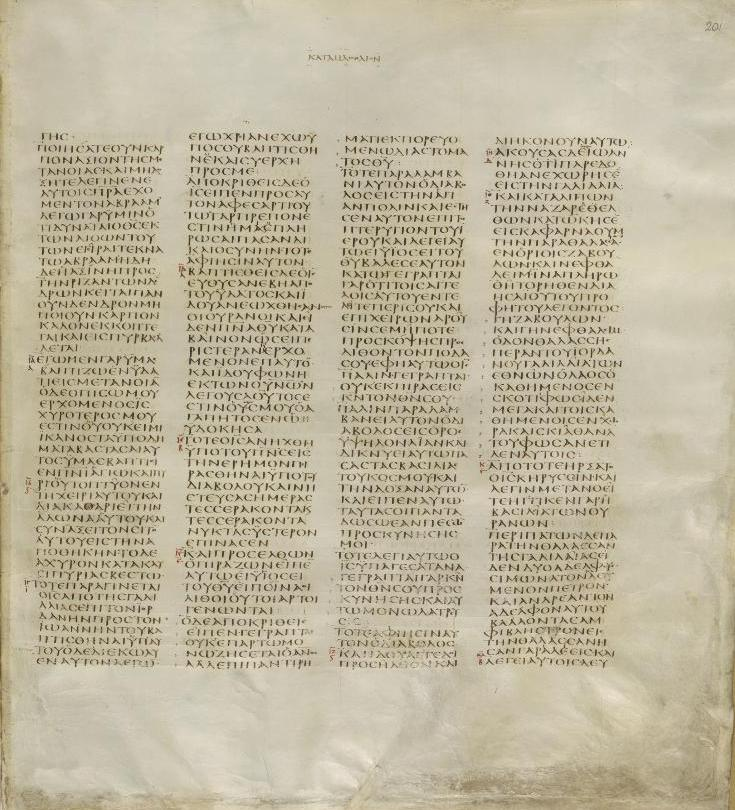
Codex Sinaiticus (c. 330-360 d. C.), Mateo 3:7-4:19

El texto original fue escrito en griego koiné. Este capítulo está dividido en 17 versículos.

### Testigos textuales
Algunos de los primeros manuscritos que contienen el texto de este capítulo son:
- Papyrus Oxyrhynchus 405 (~ 200; versículos existentes 16–17).[2]
- Papiro 101 (siglo III; versículos existentes 10–12; 16–17).[3][4]
- Codex Vaticanus (~ 325–350; completo).
- Codex Sinaiticus (~ 330–360; completo).
- Codex Washingtonianus (~ 400).
- Codex Bezae (~ 400; completo).
- Codex Ephraemi Rescriptus (~450; completo).

## Estructura
El capítulo comienza con un retrato de Juan el Bautista. Describe su predicación, vestimenta y dieta, presentándolo como un predicador en el desierto profetizando acerca de la «ira venidera». El capítulo luego pasa a una diatriba, atribuida a Juan, contra los fariseos y saduceos en la que les advierte que se arrepientan. Esto incluye la famosa línea de «¡Generación de víboras!» en Mateo 3:7. Después, Jesús llega de Galilea para ser bautizado, en un lugar a unas 70-80 millas de Nazaret, alrededor de la misma área del río Jordán donde los israelitas cruzaron a la tierra prometida bajo el liderazgo de Josué. El capítulo se cierra con el bautismo de Jesús, la voz del Padre y la aparición del Espíritu Santo en forma de paloma.

## Texto bíblico

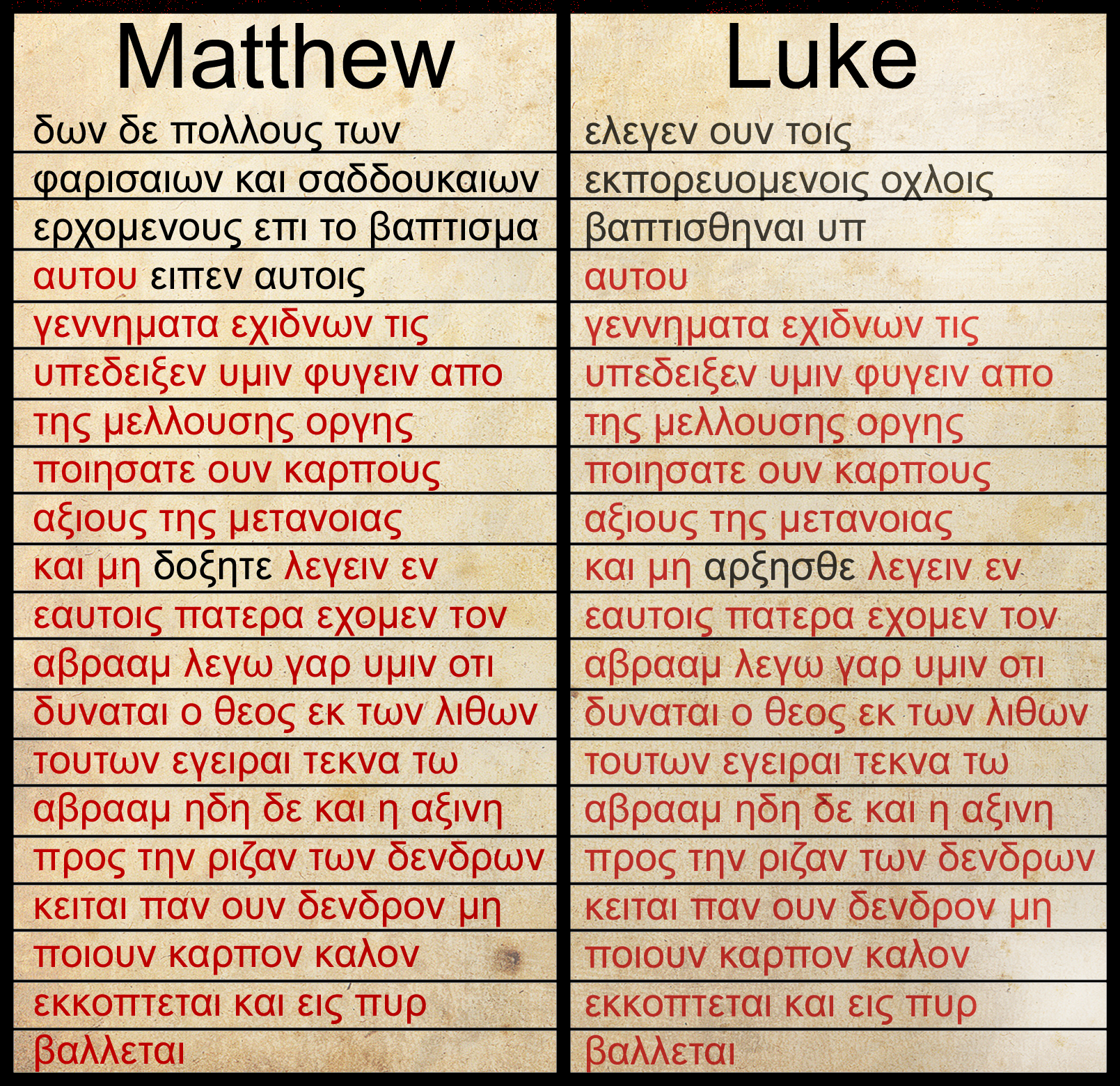
Comparación de Mateo 3:7-10 y Lucas 3:7-9. Texto común resaltado en rojo.

## Comentarios
Juan el Bautista está en la línea de algunos profetas del Antiguo Testamento; sobre todo recuerda a Elías. La misión profética de Juan es doble: primero, la de preparar al pueblo judío para recibir el Reino de Dios; segundo, dar testimonio de que Jesús es el Mesías que trae dicho Reino. El Bautista proclama la inminente llegada del Reino de los Cielos, que es una manera de referirse al Reino de Dios. La fórmula «Reino de Dios» expresa la intervención soberana y misericordiosa de Dios en la vida de su pueblo.
Jesucristo hace presente el Reino de Dios cuya inminencia anuncia Juan el Bautista. Pero Jesús instaura un Reino de Dios de dimensión espiritual, sin los tintes nacionalistas que los judíos de su tiempo habían concebido. La salvación no está asegurada por ser descendientes de Abrahán según la carne, sino que requiere una conversión personal que se traduzca en obras de una vida santa de cara a Dios.
Respecto al tema de que si Jesús debía pasar por este bautismo si no tenía pecado que purificar  los evangelistas soslayan esta dificultad. Las palabras de Juan el Bautista, con su resistencia a bautizar a Jesús, lo indican igualmente. Pero ni los evangelios ni la tradición cristiana, que está en su origen y que les sigue, omitieron el relato. La narración deja entrever que Jesús, al acudir al bautismo de Juan, manifiesta que también Él secunda el plan dispuesto por Dios de preparar a su pueblo por medio de los profetas. De este modo el Señor cumple «toda justicia», es decir, todo lo establecido por Dios, el Bautismo de Jesús representa «la aceptación y la inauguración de su misión de Siervo doliente». 
La incoación de la misión de Cristo —su muerte por los pecadores, para que puedan resucitar a una vida nueva— significada en el pasaje, hizo del Bautismo de Cristo signo del bautismo de todas las personas. Así lo recoge la doctrina cristiana: 

Por el bautismo, el cristiano se asimila sacramentalmente a Jesús que anticipa en su bautismo su muerte y su resurrección: debe entrar en este misterio de rebajamiento humilde y de arrepentimiento, descender al agua con Jesús, para subir con él, renacer del agua y del Espíritu para convertirse, en el Hijo, en hijo amado del Padre y “vivir una vida nueva”.